# Prasinocyma perineti
Prasinocyma perineti là một loài bướm đêm trong họ Geometridae.